# Arányi Dezső (színművész)

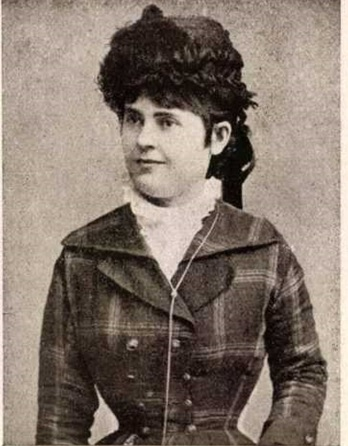
Arányi Dezsőné, Győrfi Vilma (Knerli Veronika)

Arányi Dezső (Nemesmilitics, 1854. április 18. – Szolnok, 1918. június 28.) színész, író, városi tanácsos.

## Életútja
Reiner Ignác és Löbl Rozália fiaként született. Iskoláit Baján végezte. 1871-ben kezdte pályáját Szegeden, Mansberger (Mosonyi) Károly társulatánál. Kitűnő nevű vidéki színész volt, amikor 1884. március 3-án, mint a pécsi színház tagja, vendégszerepelt a Népszínházban (Tótleány: Misó), szerződésre azonban nem került sor, mert a pécsiek őt választották igazgatóul. Első igazgatói vállalkozása rosszul ütött ki, mert olyan nagy társulatot szervezett, hogy hat hónap múlva megbukott és ekkor visszavonult a színészettől és Bártfán rendőrtisztviselő lett (1886). Irodalommal is foglalkozott, lefordította: Brandl J. »Milyenek a mai nők ?« c. életképét (zenéjét szerezte O. F. Berg). Könyvet írt a színészetről »Festett világ« címmel. Budapest, 1884. A Színházi Évkönyvet szerkesztette Miskolczi Henrikkel, Kecskemét, 1882. Sokat fáradozott a bártfai színház megépítése érdekében. Halálát érelmeszesedés okozta.
Első neje: Miskolczi (Nikolai) Karolin, színésznő, született 1847-ben, meghalt 1917. október 6-án, Beregszászon. Színpadra lépett 1866-ban, Láng Boldizsárnál, nyugdíjaztatott 1898. január 1-én. Második felesége: Győrfi Vilma (Knerli Veronika), született 1857-ben, Tasnádon. A tanítónői pályáról ment át színésznőnek, de rövid ideig tartó színpadi szereplés után visszavonult.

## Munkája
- Festett világ. A szinész életből. Budapest, 1884.